# 川桐信彦
川桐 信彦（かわぎり のぶひこ、1932年8月24日 - ）は、日本の詩人、文筆家。東大寺乱（おさむ）の筆名を持ち文芸活動を行う。

## 経歴
熊本県出身。1959年慶應義塾大学文学部美学科卒、1960年日本PKO映画でコピーライターとして映画宣伝に携わる。その後東京神学大学卒業、京都大学大学院修士課程修了。
1968年日本リーダーズダイジェスト社勤務。1971年東横学園女子短期大学講師、劇団「黒」主宰。1972年細田久雄と共同で表現舎を設立。
1973年カツヤマキカイ取締役、1983年ベロメタル・ジャパンを設立し社長。
2005年「ティリッヒの芸術神学」で京大文学博士。

## 著書
- 表現の美学 人間性奪回と表現力の問題（紀伊国屋新書 1970年）
- 脱獄の美学（表現舎 1983年5月）
- 「美」意識について（長征社 1986年5月）
- 砂漠を走る 東大寺乱詩集（沖積舎 1987年12月）
- 行動する画家 印象派よりポップ・アートまで（東大寺乱名義 沖積舎 1988年11月）
- 毎日が祭り（東大寺乱名義 沖積舎 1989年11月）
- ジュネーヴのハックルベリィ・フィン（東大寺乱名義 沖積舎 1991年10月）
- 美学大全 表現者の美意識（東大寺乱名義 沖積舎 1992年12月）
- ラビリントス 迷宮頌 詩集（東大寺乱名義 沖積舎 1996年3月）
- 岡本太郎 芸術は爆発か（沖積舎 2000年11月）

## 参考
- 現代日本人名録2002
- 表現の美学